# Bárðarbunga
Bárðarbunga ( PRONÚNCIA) ou Bárdarbunga  (TRANSLITERADO PARA PORTUGUÊS) é um estratovulcão localizado sob o glaciar Vatnajökull, o mais extenso e espesso glaciar da Islândia. 
O vulcão é a segunda mais alta montanha emersa da Islândia, com uma altitude de 2 009 m acima do nível médio do mar, fazendo parte de um sistema vulcânico com aproximadamente 200 km de comprimento e 25 km de largura.
A sua última grande erupção ocorreu em 1996, tendo uma nova erupção início em Agosto de 2014.

## Descrição
Bárðarbunga é um vulcão subglacial, do tipo estratovulcão, localizado debaixo da camada de gelo do glaciar Vatnajökull, no Parque Nacional de Vatnajökull, Islândia. Eleva-se a 2009 m acima do nível médio do mar, o que faz do cume deste vulcão a segunda montanha mais alta da Islândia, apenas 101 m mais baixa do que o cume de Hvannadalshnjúkur. A caldeira tem cerca de 70 km2 de área, com 10 km de diâmetro e cerca de 700  de profundidade abaixo da cumeeira. Os bordos da caldeira sobem em média até aos 1850 metros de altitude, com o fundo da caldeira a cerca de 1100 metros de altitude. O vulcão está completamente recoberto por gelo, o qual preenche por inteiro a caldeira.
Pela sua localização remota, erupções pouco frequentes e por estar recoberto pelo glaciar, Bárðarbunga era um vulcão pouco conhecido, mas estudos recentes demonstraram que camadas de piroclastos (em especial tefras) que eram atribuídos a outros vulcões foram ejectados do Bárðarbunga.
Ao longo dos anos tem sido detectada actividade sismica sustentada com epicentro sob o Bárðarbunga, demonstrando que o sistema vulcãnico local permanece activo. Tem ocorrido frequente actividade vulcânica na região, embora fora do glaciar, em especial nas regiões planálticas localizadas para sudoeste, entre o Vatnajökull e o Mýrdalsjökull, e para nordeste, em direcção ao Dyngjufjöll.
A etimologia do topónimo "Bárðarbunga" deriva do nome de um dos primeiros povoadores da região, chamado Gnúpa-Bárður, e pode ser literalmente traduzido como "cerro do Bárður", sendo que "Bárðar" é o caso genitivo (possessivo) de "Bárður".

## Erupções
O estudo da geologia da região circundante mostra que o vulcão tem tido grandes erupções com um período de retorno aproximado de 250–600 anos. A maior erupção conhecida do Bárðarbunga teve um valor de índice de explosividade vulcânica (VEI) de 6 e existem indícios de múltiplas erupções menores ao longo dos últimos 10 000 anos.
A escoada lávica de Þjórsá, datada de há cerca de 8 500 anos atrás, a maior escoada de lava conhecida com origem no período holocénico, tem como origem o Bárðarbunga e tem um volume total de 21 a 30 quilómetros cúbicos, recobrindo uma área de aproximadamente 950 quilómetros quadrados.
No período mais recente, ocorreram algumas grandes erupções vulcânicas a sudoeste do glaciar, duas das quais posteriores ao início do povoamento da Islândia: a erupção de Vatnaöldur, por volta do ano 870, e a erupção de Veiðivötn no ano de 1480. Ambas foram grandes erupçõs com impacte importante sobre a vida na Islândia e nos territórios vizinhos.
Estudos da distribuição de cinzas vulcânicas (tefras) na região circunvizinha do vulcão demonstraram a ocorrência de algumas erupções sob o glaciar, provavelmente a nordeste da cratera ou mesmo no Bárðarbunga. Ocorreram também erupções menores na área livre de gelos de Dyngjuháls, a nordeste do vulcão. As erupções parecem seguir ciclos: ocorreram várias erupções no glaciar entre 1701 e 1740 e desde 1780. Não ocorreu qualquer erupção no glaciar ou no sistema circundante desde 1862–1864.Predefinição:Clarifyme.
A erupção fissural de Gjálp, em 1996, revelou a provável existência de uma interacção entre os vulcões Bárðarbunga e Grímsvötn. Um forte sismo com epicentro sob o Bárðarbunga, com magnitude aproximada de 5 na escala de Richter, parece ter desencadeado a erupção de Gjálp.
Em Setembro de 2010, ocorreu um enxame sísmico próximo do Bárðarbunga, com mais de 30 sismos registados no dia 26 de Setembro daquele ano, com os maiores abalos a atingirem 3,5 e 3,7 {\displaystyle M_{\mathrm {w} }} na escala de magnitude de momento.
Em Agosto de 2014, ocorreu outro enxame sísmico, com mais de 1600 abalos registados num período de 48 horas, dos quais o maior com uma magnitude de aproximada de 4,5 {\displaystyle M_{\mathrm {w} }}. A 23 de Agosto iniciou-se uma erupção subglacial.

## Aterragem de emergência em 1950
A 14 de Setembro de 1950 um avião Douglas C-54 Skymaster pertencente à empresa islandesa Loftleiðir foi obrigado a uma aterragem de emergência no glaciar Vatnajökull em Bárðarbunga durante um voo de carga do Luxemburgo para Reykjavík. Não houve vítimas, mas os danos no equipamento de rádio impediram que a localização do avião fosse comunicada. Após dois dias de espera, a tripulação conseguiu activar a radiobaliza de emergência de uma balsa salva-vidas do avião e transmitir um sinal SOS que permitiu que um avião Catalina da Loftleiðir localizasse o aparelho. Um avião militar Douglas DC-3 norte-americano, equipado com esquis, aterrou no glaciar, mas não conseguiu descolar, tendo de ser subsequentemente abandonado. Após seis dias ambas as tripulações foram socorridas por uma patrulha de esquiadores vinda de Akureyri. O avião da Loftleiðir foi vendido e em Abril de 1951 escavado da neve, rebocado por dois bulldozers montanha abaixo, e após ser reparado voou até Reykjavik.